# Морской лук
Морско́й лук, или Дри́мия примо́рская (лат. Drímia marítima) — многолетнее травянистое луковичное растение; вид рода Дримия (Drimia) подсемейства Пролесковые (Scilloideae) семейства Спаржевые (Asparagaceae).

## Название
Родовые названия растения происходят: лат. Urginea от народного названия Beni Urgin по местонахождению в Алжире; лат. Drimia от греч. drimys — острый, едкий по вкусу луковиц; лат. Scilla — латинская транслитерация древнегреческого названия растения морской лук — skilla. Видовой эпитет лат. maritimus, a, um — морской, так как растение произрастает по морскому побережью.

## Ботаническое описание

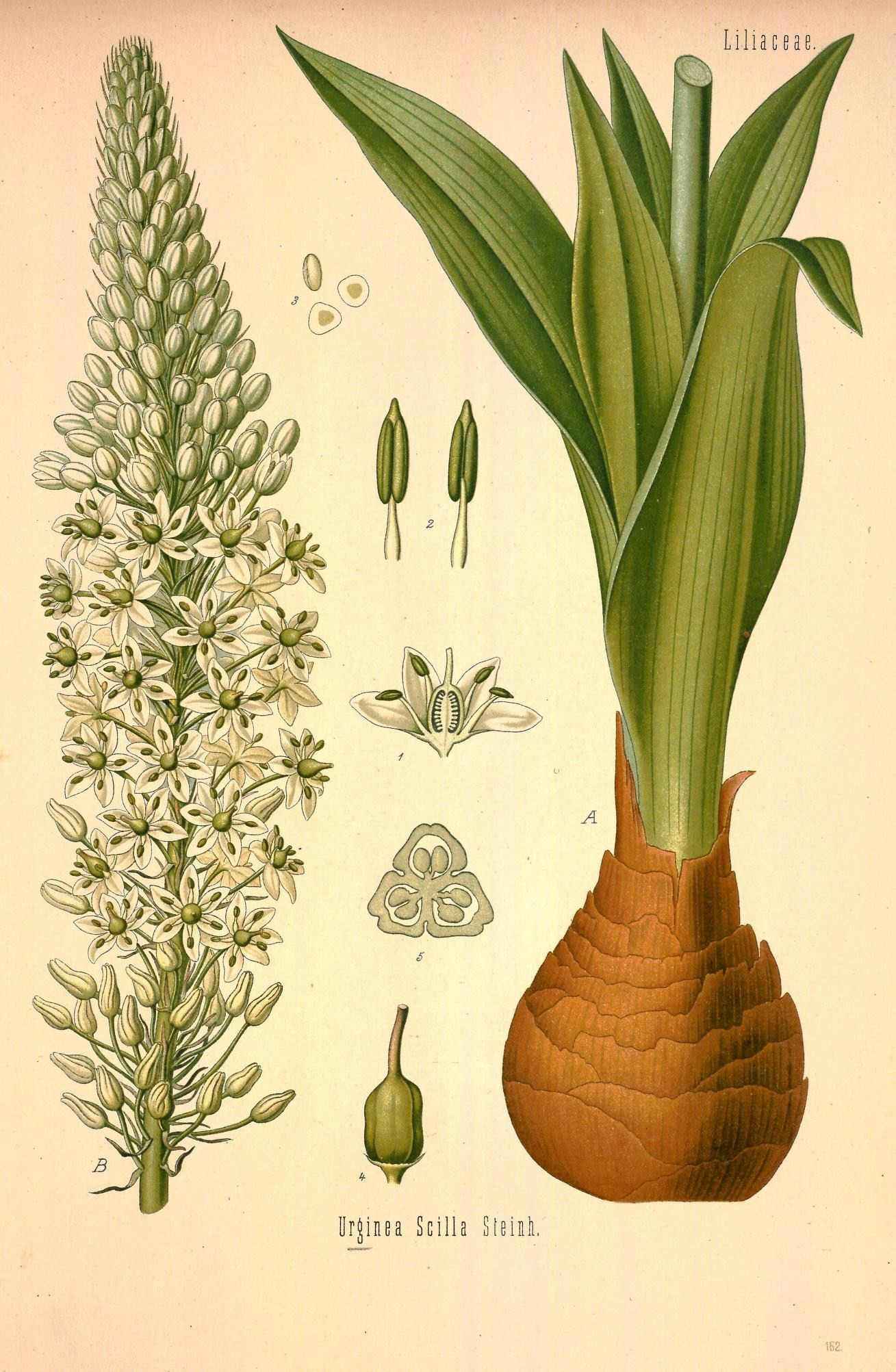

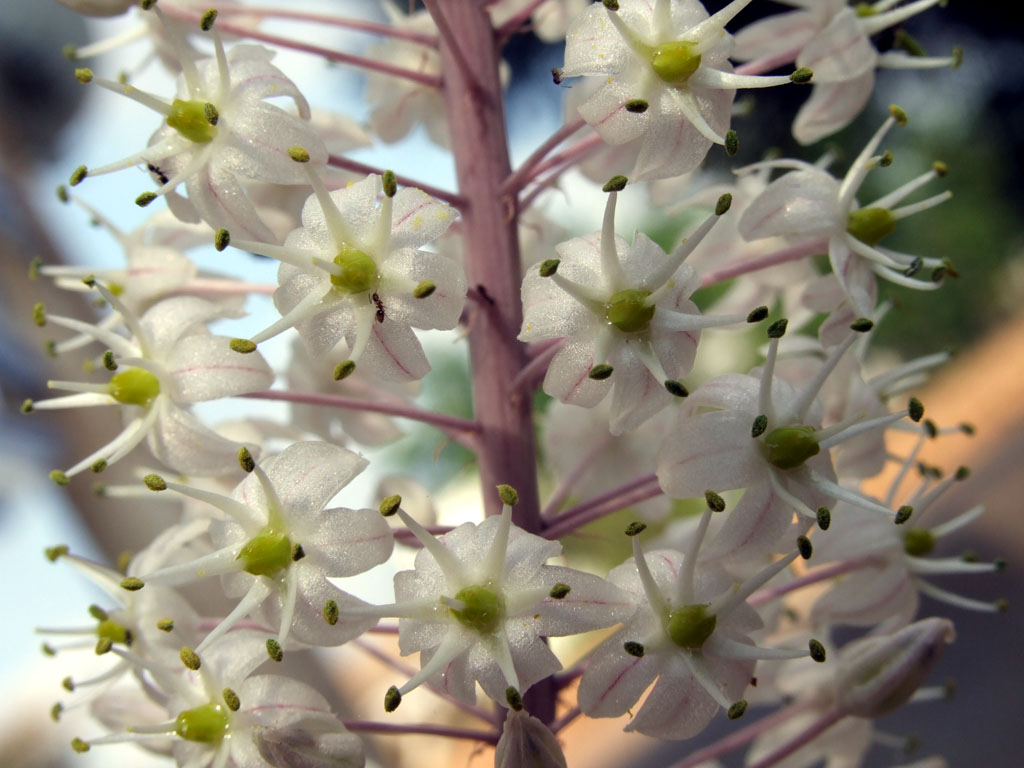
Цветки

Морской лук — многолетнее травянистое растение с крупной луковицей.
Корни мочковатые, толстые, отходят от донца луковицы. Луковицы крупные, мясистые, грушевидные или шаровидные, массой около двух килограммов, а к десяти годам они могут достигать пяти и более килограммов. Луковицы снаружи покрыты красновато-коричневыми, белыми или желтоватыми чешуями. Внутренние чешуи луковиц слизисто-мясистые, сочные, они обладают специфическим за́пахом.
Листья тёмно-зелёные, гладкие, плотные, ремневидные, с заострённой верхушкой, длиной 40—70 см.
С июня до августа у морского лука наступает период покоя, а вегетационный период проходит с сентября по май. В конце вегетации листья начинают усыхать от вершины к основанию.
Цветёт морской лук до появления листьев в июле — августе. Его безлистная цветущая стрелка достигает в высоту 100—150 см. Цветки собраны в кисть.
Плод — коробочка. Семена созревают в сентябре — октябре.

## Распространение
Родина — страны Средиземноморья от Канарских островов до побережья Израиля. Растёт на берегу моря. Культивируется на Черноморском побережье Кавказа и в Закавказье.

## Внутривидовая систематика
У морского лука выделяют две разновидности: var. alba — цветки с зеленовато-белым околоцветником, внутренние чешуи луковицы белые или слегка желтоватые (Европейское побережье Средиземного моря); var. rubra — цветки с розовым околоцветником, внутренние чешуи пурпуровые или розовые (Африканское побережье).

## Химический состав
Луковицы белой разновидности содержат буфадиенолиды, главный — биозид сцилларен А, производное сцилларенина, сапонины и другие вещества. В них также содержится значительное количество дубильных веществ, оксалата кальция, слизи — синистрина (до 30 %) и сахаров (до 20 %). Луковицы красной разновидности содержат, кроме того, производные сциллирозидина.

## Значение и применение
Препараты морского лука используется как в официальной, так и в народной медицине, а также в гомеопатии. Настой, порошок луковиц обладает слабительным и мочегонным действием, его издавна применяли для лечения водянки. Фармацевтическая промышленность выпускает препарат «Сцилларен», который может быть в виде раствора, таблеток, суппозиториев. Его применяют в кардиологии.
Морской лук является также эффективным дератизационным средством. Для этой цели используют преимущественно красную разновидность. Морской лук для человека и домашних животных почти безвреден. Для умерщвления взрослой крысы нужно всего 0,3—0,4 грамма сырого морского лука. Значит, одной луковицы достаточно для отравления 1500 крыс или 4000 мышей. Морской лук имеет ещё и другое преимущество: трупы грызунов, отравленные им, почти не разлагаются, а сильно иссушиваясь мумифицируются.
Морской лук культивируется в Закавказье. Размножается семенами и вегетативно. Семена сеют сразу же после сбора — в сентябре. К весне следующего года из семян образуются мелкие луковички. Вегетативное размножение ведётся путём деления луковиц. Уборка луковиц для использования в медицинских целях ведётся в мае — июне.